# Schuyler County (Illinois)
Das Schuyler County ist ein County im US-amerikanischen Bundesstaat Illinois. Im Jahr 2010 hatte das County 7544 Einwohner und eine Bevölkerungsdichte von 6,7 Einwohnern pro Quadratkilometer. Der Verwaltungssitz (County Seat) ist Rushville.

## Geografie
Das County liegt im Westen von Illinois am rechten Ufer des Illinois River, etwa 50 km östlich des Mississippi, der die Grenze zu Missouri und Iowa bildet. Es hat eine Fläche von 1143 Quadratkilometern, wovon elf Quadratkilometer Wasserfläche sind. An das Schuyler County grenzen folgende Nachbarcountys:
| Hancock County | McDonough County | Fulton County |
|                |                  | Mason County  |
| Adams County   | Brown County     | Cass County   |

## Geschichte

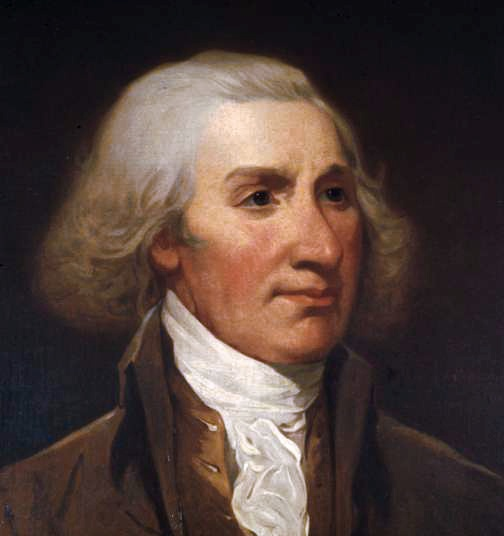
Philip Schuyler

Das Schuyler County wurde am 13. Januar 1825 als 31. County in Illinois aus Teilen des Pike County gebildet. Benannt wurde es nach Philip Schuyler, einem General im Amerikanischen Unabhängigkeitskrieg und US-Senator von New York.

1826 wurde Rushville nach 20 Abstimmungsrunden als Verwaltungssitz gewählt. Im gleichen Jahr wurde auch das erste Gerichtsgebäude erbaut. Am 18. Januar 1827 erhielt das County das erste Postbüro. Das ehemalige Gefängnis dient heute als Museum.

### Territoriale Entwicklung

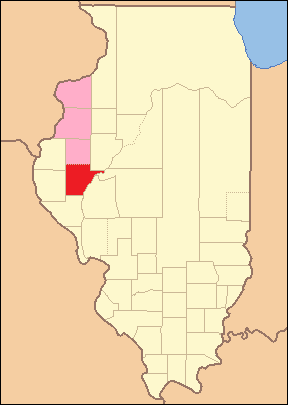
Das Schuyler County von seiner Gründung im Jahr 1825 bis 1826
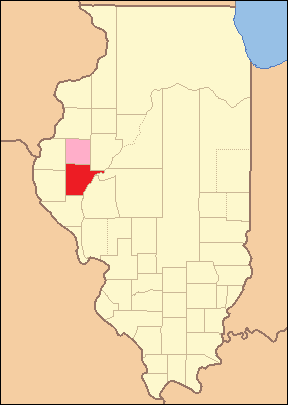
1826 bis 1830
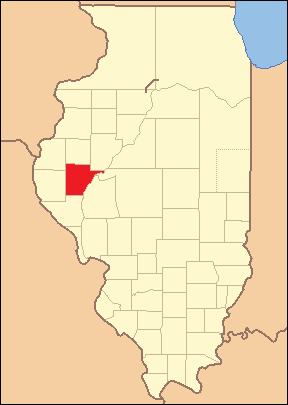
1830 bis 1839
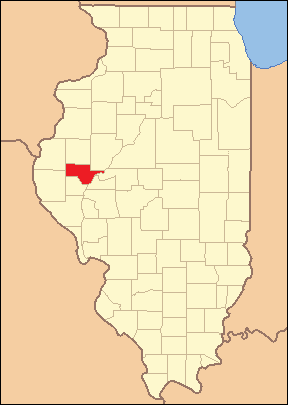
1839 bis heute

## Demografische Daten
Nach der Volkszählung im Jahr 2010 lebten im Schuyler County 7544 Menschen in 3081 Haushalten. Die Bevölkerungsdichte betrug 6,7 Einwohner pro Quadratkilometer. In den 3081 Haushalten lebten statistisch je 2,38 Personen.
Ethnisch betrachtet setzte sich die Bevölkerung zusammen aus 95,6 Prozent Weißen, 3,2 Prozent Afroamerikanern, 0,2 Prozent amerikanischen Ureinwohnern, 0,3 Prozent Asiaten sowie aus anderen ethnischen Gruppen; 0,5 Prozent stammten von zwei oder mehr Ethnien ab. Unabhängig von der ethnischen Zugehörigkeit waren 1,6 Prozent der Bevölkerung spanischer oder lateinamerikanischer Abstammung.
20,8 Prozent der Bevölkerung waren unter 18 Jahre alt, 60,7 Prozent waren zwischen 18 und 64 und 18,5 Prozent waren 65 Jahre oder älter. 47,5 Prozent der Bevölkerung war weiblich.

Das jährliche Durchschnittseinkommen eines Haushalts lag bei 22.215 USD. Das Pro-Kopf-Einkommen betrug 43.902 USD. 15,2 Prozent der Einwohner lebten unterhalb der Armutsgrenze.

## Ortschaften im Schuyler County
City
- Rushville

Villages
- Browning
- Camden
- Littleton

Unincorporated Communities
| - Bader - Bluff City - Brooklyn - Doddsville | - Frederick - Huntsville - Layton - Ray | - Sheldons Grove - Sugar Grove |

## Gliederung
Das Schuyler County ist in 13 Townships eingeteilt:
| Township             | Einwohner (2010) | FIPS     |
| -------------------- | ---------------- | -------- |
| Bainbridge Township  | 639              | 17-03350 |
| Birmingham Township  | 151              | 17-06132 |
| Brooklyn Township    | 216              | 17-08693 |
| Browning Township    | 399              | 17-08966 |
| Buena Vista Township | 1849             | 17-09395 |
| Camden Township      | 229              | 17-10708 |
| Frederick Township   | 176              | 17-27793 |

| Township            | Einwohner (2010) | FIPS     |
| ------------------- | ---------------- | -------- |
| Hickory Township    | 154              | 17-34462 |
| Huntsville Township | 150              | 17-36776 |
| Littleton Township  | 336              | 17-44069 |
| Oakland Township    | 135              | 17-54794 |
| Rushville Township  | 2722             | 17-66352 |
| Woodstock Township  | 388              | 17-83362 |
|                     |                  |          |